# Siparunaceae
Siparunaceae — родина квіткових рослин ряду лавроцвітих. Він складається з двох родів деревних рослин, що містять ефірні олії: Glossocalyx у Західній Африці та Siparuna у неотропіках. Glossocalyx є моновидовим (Glossocalyx longicuspis), а Siparuna має близько 74 відомих видів.
До 1990-х років більшість систематиків відносили Glossocalyx і Siparuna до родини Monimiaceae. Монографія Monimiaceae Вільяма Р. Філіпсона в 1993 році була останньою великою працею, присвяченою цьому. У 1990-х роках молекулярно-філогенетичні дослідження послідовностей ДНК показали, що Monimiaceae, як тоді було описано, є парафілетичними. Коли у 1998 році Група філогенії покритонасінних опублікувала свою систему APG, старі Monimiaceae були розділені на три окремі родини: Siparunaceae, Atherospermataceae та Monimiaceae sensu stricto. Ця класифікація залишилася незмінною в системі APG III 2009 року та системі APG IV 2016 року.
Родини Siparunaceae, Gomortegaceae і Atherospermataceae утворюють одну з трьох основних клад, які складають порядок Laurales. Siparunaceae є побратимом клади, що складається з Gomortegaceae і Atherospermataceae.